# Nagia Essayed
Giáo sư Tiến sĩ. Nagia Essayed là một chính trị gia người Libya. Bà là Ủy viên Nhân sự, Khoa học và Công nghệ cho Liên minh Châu Phi.